# Kickin' It at the Barn
Kickin' It at the Barn è il quattordicesimo album in studio del gruppo musicale statunitense Little Feat, pubblicato nel 2003. 

## Tracce
1. Night on the Town – 6:08
2. Heaven Forsaken – 4:32
3. I'd Be Lyin' – 5:56
4. Corazones y Sombras – 8:04
5. Walking as Two – 6:23
6. In a Town Like This – 4:15
7. Fighting the Mosquito Wars – 6:43
8. Stomp – 8:56
9. Why Don't It Look Like the Way That It Talk  – 7:44
10. I Do What the Telephone Tells Me to Do – 7:42
11. Bill's River Blues – 5:04

## Formazione
- Paul Barrère - voce, chitarra acustica, chitarra elettrica, dobro
- Sam Clayton - percussioni, voce
- Kenny Gradney - basso
- Richie Hayward - batteria, cori
- Shaun Murphy - voce, battimani
- Bill Payne - voce, tastiera
- Fred Tackett - voce, chitarra elettrica, dobro, mandolino, mandoloncello, tromba